# Culdcept Revolt
Culdcept Revolt (カルドセプト リボルト) est un jeu vidéo de type cartes à collectionner développé par OmiyaSoft et édité par NIS America, sorti en 2016 sur Nintendo 3DS.
Il fait suite à Culdcept et Culdcept Saga.

## Accueil
- Jeuxvideo.com : 13/20[1]